# Пашка Вас
Пашка Вас (словен. Paška vas) — поселення в общині Шмартно-об-Пакі, Савинський регіон, Словенія. Висота над рівнем моря: 319,8 м.